# Krystyna Remerowa
Zofia Krystyna Remerowa z d. Wisłocka (ur. 20 lipca 1898 we Lwowie, zm. 7 października 1986 w Warszawie) – polska filolog klasyczny, bibliotekoznawca, docent doktor habilitowana.

## Życiorys

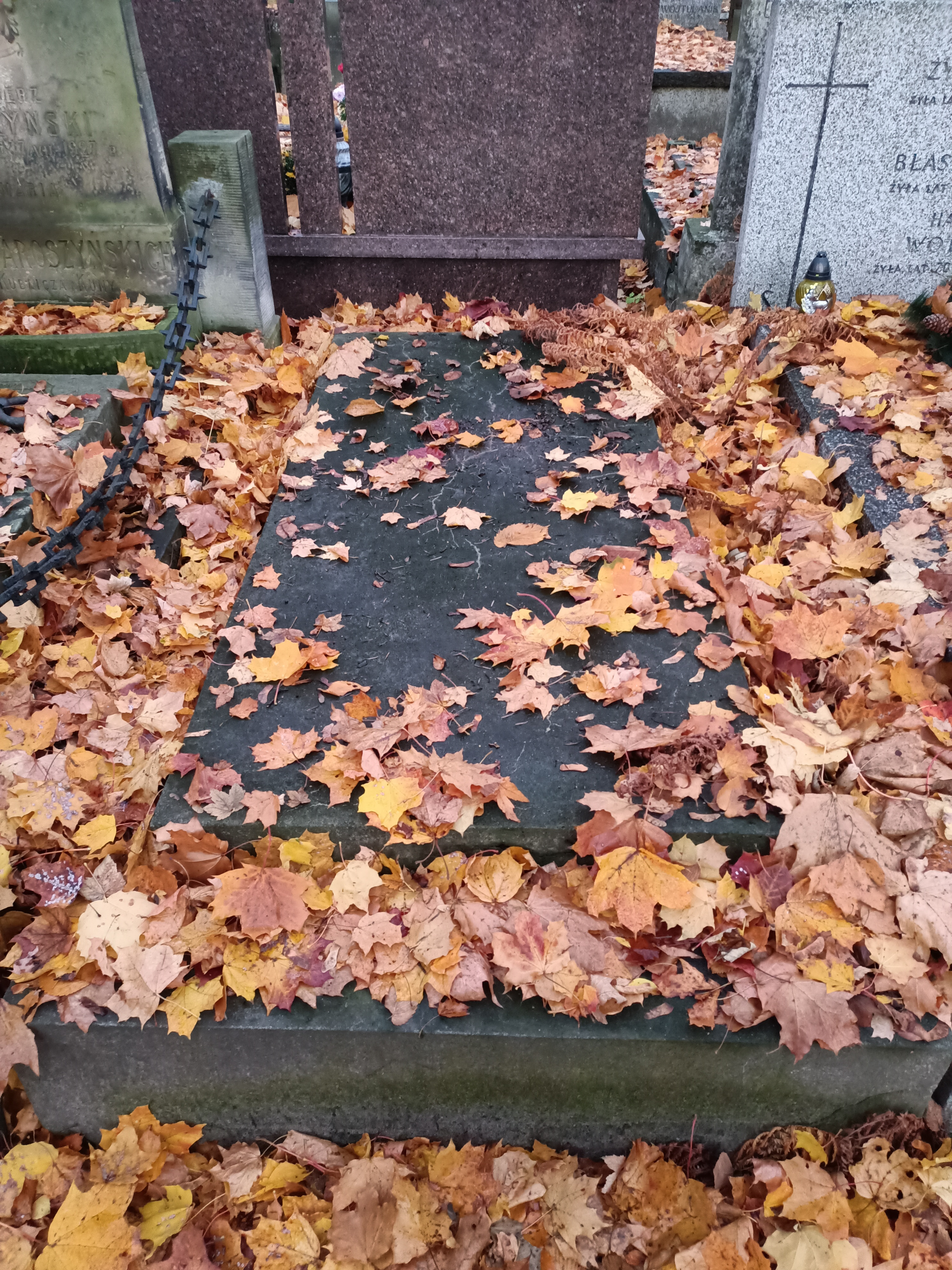
Grób Krystyny Remer na Cmentarzu Powązkowskim

Studiowała na Uniwersytecie Jana Kazimierza we Lwowie. Od 1923 pracowała w Bibliotece Uniwersytetu Lwowskiego. Zajmowała się także przekładami z łaciny autorów klasycznych i nowożytnych. Od 1932 mieszkała w Borysławiu. Po II wojnie światowej rozpoczęła pracę w Bibliotece Narodowej, a w 1955 została dyrektorem powołanego wtedy Instytutu Książki i Czytelnictwa. Funkcję tę sprawowała do 1964 r. Była także wicedyrektorem Biblioteki Narodowej. Do emerytury pracowała na Uniwersytecie Warszawskim. W latach 1960–1968 była kierownikiem Instytutu Bibliotekoznawstwa i Informacji Naukowej. Podczas wydarzeń marcowych 1968 nocowała ze studentami w katedrze, pragnąc chronić protestujących. Jadwiga Kołodziejska zapisała o swojej przełożonej i mistrzyni: „Nie narzucała swoich przekonań ani poglądów, nie prawiła morałów, umiała cierpliwie słuchać, czasami przerywając pytaniem zmuszającym do myślenia, do weryfikowania zbyt skrajnych sądów. Była po prostu dobrym i mądrym człowiekiem”.
Autorka wielu artykułów i rozpraw naukowych. Była członkiem Rady Czytelnictwa i Książki MKiS oraz członkiem Honorowym Stowarzyszenia Bibliotekarzy Polskich. 
Pochowana na cmentarzu Stare Powązki (kwatera 225-4-26).

## Odznaczenia
- Medal 10-lecia Polski Ludowej (19 stycznia 1955)[3].